# Skanderup Kirke (Skanderborg)
 For alternative betydninger, se Skanderup Kirke. (Se også artikler, som begynder med Skanderup Kirke)
Skanderup Kirke i Skanderborg i Hjelmslev Herred tidligere i Skanderborg Amt til og med 2006 i Århus Amt.
Kor, kirkeskib og apsis samt underdelen af tårnet opført af frådstenskvadre i Romansk stil.
I slutningen af middelalderen blev kirken forlænget og et tårn i munkesten opført som styltetårn, men senere muret ud og i 1741 fuldendt med et løgformet spir.
Ved et tyveri kort før jul 2003 mistede kirken en række klenodier, blandt andet en bibel fra 1588, en alterkalk fra 1660, en alterdisk fra 1500-tallet og to epitafiemalerier. De stjålne effekter blev fundet i umiddelbar god stand, i forbindelse med anholdelser i juni 2015.
- De romanske kalkmalerier blev fundet og restaureret i 1962-63
- Kalkmalerierne er fra midten af 1100-tallet